# LANSA
Lineas Aéreas Nacionales S.A. (LANSA) è stata una compagnia aerea peruviana fondata nel 1963. Dopo l'incidente del Volo 508 le autorità revocarono l'AOC alla compagnia che concluse le operazioni di volo il 4 gennaio 1972.
Durante gli otto anni di attività la LANSA ha operato un totale di 19 velivoli effettuando sempre collegamenti nazionali.

## Storia
La LANSA venne fondata nel 1963 ed iniziò le operazioni di volo nel gennaio 1964 con collegamenti interni. Nel 1965 il 33.3% venne acquistato dalla statunitense Eastern Air Lines. Da maggio a settembre 1966 la compagnia sospese le attività di volo subendo una pesante riorganizzazione e passò completamente sotto controllo peruviano. Con l'arrivo nel 1967 degli YS-11 la LANSA aumentò le tratte effettuate fino a 9 aeroporti nazionali tra cui Cuzco e Iquitos.
Dopo l'incidente del Volo 502 l'AOC della compagnia venne sospeso per 90 giorni poiché le autorità giudiziarie peruviane scoprirono che la compagnia stessa durante l'inchiesta aveva falsificato dei documenti riguardanti la manutenzione del velivolo incidentato.

## Flotta
| Aeromobile              | In flotta | Note                                                                                                 |
| ----------------------- | --------- | --- |
| Lockheed L-1049         | 2         | |
| Lockheed L-049          | 9         | OB-R-771 incidentato il 27 aprile 1966 nel Distretto di Tomas                                        |
| Lockheed L-188          | 4         | OB-R-939 incidentato il 9 agosto 1970 a Cusco OB-R-941 incidentato il 24 dicembre 1971 a Puerto Inca |
| McDonnell Douglas DC-10 | 1         | |
| NAMC YS-11              | 4         | |
| Totale                  | 20        | |

## Incidenti
Durante i nove anni di attività la compagnia ha registrato tre incidenti con perdita totale del velivolo:
- Volo LANSA 501 il 27 aprile 1966 per un errore del pilota durante la crociera.
- Volo LANSA 502 il 9 agosto 1970 per un errore del pilota in seguito alla perdita di potenza al motore n° 3 in decollo.
- Volo LANSA 508 il 24 dicembre 1971 per un cedimento strutturale a causa di un fulmine.